# لسلی کارتر
لسلی کارتر (انگلیسی: Leslie Carter؛ ۶ ژوئن ۱۹۸۶ – ۳۱ ژانویهٔ ۲۰۱۲) یک خواننده اهل ایالات متحده آمریکا بود. وی بین سال‌های ۱۹۹۹ تا ۲۰۱۲ میلادی فعالیت می‌کرد.